# Рави Захариас
Рави Захариас (англ. Ravi Zacharias; 26 марта 1946, Мадрас, Британская Индия — 19 мая 2020, Атланта) — американский христианский апологет и защитник библейского христианства индийского происхождения. Является автором многочисленных христианских книг, многие из которых стали бестселлерами, в том числе «Может ли человек жить без Бога?», «Христианство, не оправдавшее надежд?», «Иисус среди других богов». Рави Захариас основал «Международное служение Рави Захариаса», он имел шесть почётных докторских степеней, в том числе доктора юридических наук и доктора богословия, являлся ведущим радиопрограмм. Лидер евангельских христиан Чак Колсон назвал Рави Захариаса «великим апологетом нашего времени».

## Ранняя жизнь
Рави Захариас родился в Мадрасе (Британская Индия) в 1946 году. Его предки принадлежали к касте браминов Намбудири. Один из них стал христианином, услышав проповедь миссионеров о Христе, и изменил фамилию на Захариас.
Рави вырос в семье номинально верующих, принадлежащих англиканской церкви, и до 17 лет был атеистом. Именно в этом возрасте он совершил попытку самоубийства, выпив яд. В больнице он познакомился с христианином, который подарил ему Библию и посоветовал его матери читать ему вслух 14 главу Евангелия от Иоанна. Рави Захариас говорил, что 19 стих из этой главы коснулся его сердца, заставил задуматься и привёл его ко Христу.
В 1966 году вся семья переехала жить в Канаду. Там в 1972 году он окончил Библейский колледж в Онтарио (сейчас он называется Университет Тиндейл), а затем получил степень магистра богословия в Международном университете Тринити.
В мае 1972 года Рави женился на Маргарет Рейнолдс. У них родилось трое детей: Сарра, Наоми и Нафан.
Позже Рави Захариас был рукоположён евангелистом и основал международное служение.
Рави Захариас проповедовал во Вьетнаме, Камбодже, Колумбии и во многих других странах мира. Он выступал с лекциями в Гарвардском и Оксфордском университетах. Участвовал в конференциях Ассоциации Билли Грэма.
В 1989 году Рави Захариас был приглашён в Москву, где выступал перед студентами Военной академии и участвовал в дискуссиях с политиками в Центре геополитических стратегий.

## Служение
После окончания Библейского колледжа в Онтарио он начал служение как странствующий миссионер с христианским миссионерским альянсом в Канаде. В 1974 году альянс отправил его в Камбоджу, где он проповедовал короткий промежуток времени. В 1977 году, после окончания Международного университета Тринити, Захариас был уполномочен проповедовать по всему миру.
В 1983 году Захариас был приглашён выступить в Амстердаме на ежегодной конференции евангелистов. Именно там он впервые обратил внимание на отсутствие служения в области христианской апологетики. После этого Захариас провёл лето евангелизации в Индии, где он все больше осознавал необходимость апологетики для христианского служения. В августе 1984 года было основано «Международное служение Рави Захариаса» в Торонто, Канада. В настоящее время её штаб-квартира находится в Атланте, штат Джорджия, и имеет офисы в Канаде, Индии, Сингапуре, в Соединенном Королевстве, на Ближнем Востоке, Гонконге, Румынии, Турции, Австрии, Испании и Южной Африке. Позднее он был рукоположён христианским миссионерским альянсом в качестве международного евангелиста.
В 1989 году, вскоре после падения Берлинской стены, Захариас был приглашён выступить в Москве. В 1990 году он написал свою первую книгу — «A Shattered Visage: The Real Face of Atheism» («Разрушенный облик: реальное лицо атеизма»). В 1993 году Захариас был приглашён выступить на форуме в Гарвардском университете. Захариас продолжал быть частым гостем на разнообразных форумах, он также регулярно читал лекции и отвечал на вопросы студентов во многих учебных заведениях, таких как Университет штата Джорджия, Университет штата Мичиган.
В 2013 году Рави Захариас проповедовал в самой многочисленной среди протестантских общин Перми — церкви «Новый Завет», где проходила Всероссийская конференция РЦ ХВЕ «Идите, научите все народы…»

### Посмертный скандал
В сентябре 2021 года крупнейшая христианская газета «Christianity Today» опубликовала новостной репортаж со ссылкой на утверждения трех анонимных источников о том, что Захариас сексуально домогался их в двух спа-салонах, совладельцем которых он был.